# DAF 33
Der DAF 33 war ein Kleinwagen des niederländischen Unternehmens DAF, der von 1967 bis 1974 im Werk Born (heute NedCar) gebaut wurde. Technisch unterschied er sich wenig von seinem Vorgänger, dem DAF 32. Äußerlich entsprach er dem Daffodil S.

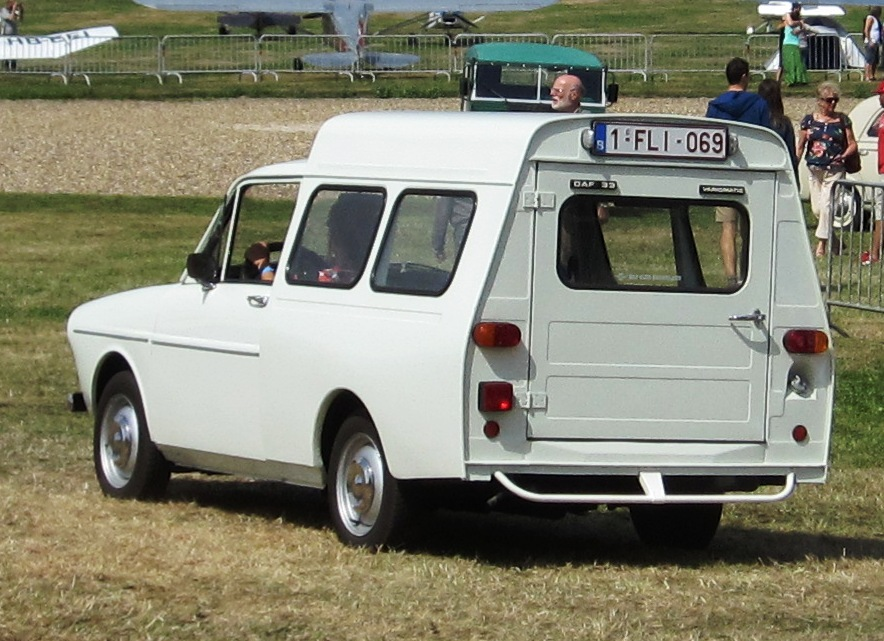
DAF 33 Kombi

1966 wurde der von Michelotti entworfene DAF 44 eingeführt, der etwas größer war als der Daffodil, aber der 33, dessen Entwicklungskosten sich lange schon amortisiert hatten, blieb mit dem neuen Namen bis 1974 in Produktion.
Der DAF 33 besaß einen Zweizylinder-Boxermotor mit 0,75 l Hubraum und 30 PS (22 kW) Leistung und, wie alle DAF, die stufenlose, mit Riemen betriebene Automatik Variomatic.
Neben der Limousine wurde der DAF 33 auch als Kombi und Pick-up mit kräftigeren Schraubenfedern hinten gebaut.